# Sklenářka (horní usedlost)
Horní Sklenářka je zaniklá usedlost v Praze 3-Žižkově. Stála při severní straně Kubelíkovy ulice u křižovatky s ulicí Krásovou.

## Historie
Vinice je v místech Sklenářky doložena již v 16. století a existovala zde ještě roku 1794. Na severu sousedila s dolní Sklenářkou, na severovýchodě s Reismonkou a na západě s Výšinkou.
Původně byla Sklenářka jediná viniční usedlost. Na Birkhardtově panoramatické vedutě z roku 1757 je "Sklenarzka" vyznačena číslem 14 a sloužila pravděpodobně jako pozice dělostřelecké baterie.. 
Na počátku 19. století se rozrostla na komplex staveb s centrálním domem zvaným Na Zámečku. Honosný dům měl mansardovou střechu se dvěma plechovými čápy na vrcholu. Na zahradě u domu rostly ořechy, kaštany švestky, jabloně, lípy, javory, duby a další stromy, zdobily ji růžové keře a šeříky. 
V seznamu 67 Viničných Hor z roku 1843  je zde uveden zámek s poplužním dvorem. V něm roku 1866 při tažení z bitvy u Hradce Králové nocovalo 40 vojáků a hejtman. Od konce 19. století měla zámeček v majetku rodina Lorencova, která vlastnila také nedalekou Vendelínku.
Začátkem 20. století zahrady zanikly a zůstala pouze hlavní budova a špejchar. Obě stavby byly zbořeny pravděpodobně po roce 1945.

### Socha svatého Jana Nepomuckého
Z usedlosti se dochovala pouze socha svatého Jana Nepomuckého. Původně stála na vysoké podezdívce před západním průčelím zámečku po levé straně, později byla umístěna na jeho nádvoří. Údajně tuto sochu měli ve velké úctě huláni a pruští vojíni, kteří byli po bitvě u Hradce Králové na horní Sklenářce v Praze ubytováni.
Kamenná pískovcová socha provedená v životní velikosti byla pravděpodobně zhotovena podle sochy svatého Jana Nepomuckého z Karlova mostu a také mívala podobný podstavec. Ještě roku 1924 se po stranách sochy nacházely dvě části tohoto podstavce s reliéfy a zdobené girlandami - jeden znázorňoval královnu u zpovědi a druhý svržení svatého Jana z mostu.
Socha se nachází ve výklenku ve dvoře v Krásově ulici čp. 1841/4 a je památkově chráněná.